# Кунцево II
Кунцево II («Кунцево-два», «Кунцево друге»; рос. Кунцево II) — вузлова залізнична станція Білоруського (Смоленського) напрямку МЗ на тупиковому відгалуженні Кунцево I — Усово у Москві та Московській області. Входить до Московсько-Смоленського центру організації роботи залізничних станцій ДЦС-3 Московської дирекції управління рухом. За характером основної роботи є вантажною, за обсягом виконуваної роботи віднесена до 1-го класу.
Тупикове відгалуження до Усово споруджено в 1926, однак станція з'явилася пізніше, в 1964 році.
Вхідний світлофор з боку Кунцево I знаходиться біля західного краю Усовської платформи Робітниче Селище, майже відразу ж починається колійний розвиток. Крім основного колійного розвитку в Москві всередині МКАД, у межах станції знаходиться дільниця лінії від МКАД до двоколійного роз'їзду з платформою Ромашково (колишній самостійний роз'їзд) в Одинцовському районі Московської області. У Ромашкове відгалужується неелектрифікована лінія на Рубльово, тому станція є вузловою.
На станції два зупинні пункти електропоїздів:
- Однойменна пасажирська платформа завдовжки в 1,5 вагона (бл. 30 м), знаходиться на сході від головної західної колії (єдина електрифікована колія) в Москві, використовується працівниками самої станції. Фактично не має виходу в місто, з південного боку платформи розташовано службовий прохід на основну частину станції Кунцево-2. Платформа є нетарифною зупинкою на вимогу.
- Платформа Ромашково у Московській області

Має пряме сполучення електропоїздами з пунктами Савеловського і Курського напрямків (через Олексіївську сполучну лінію).
Час руху з Москва-Пасажирська-Смоленська — 21 хвилина.